# Franz Diekamp

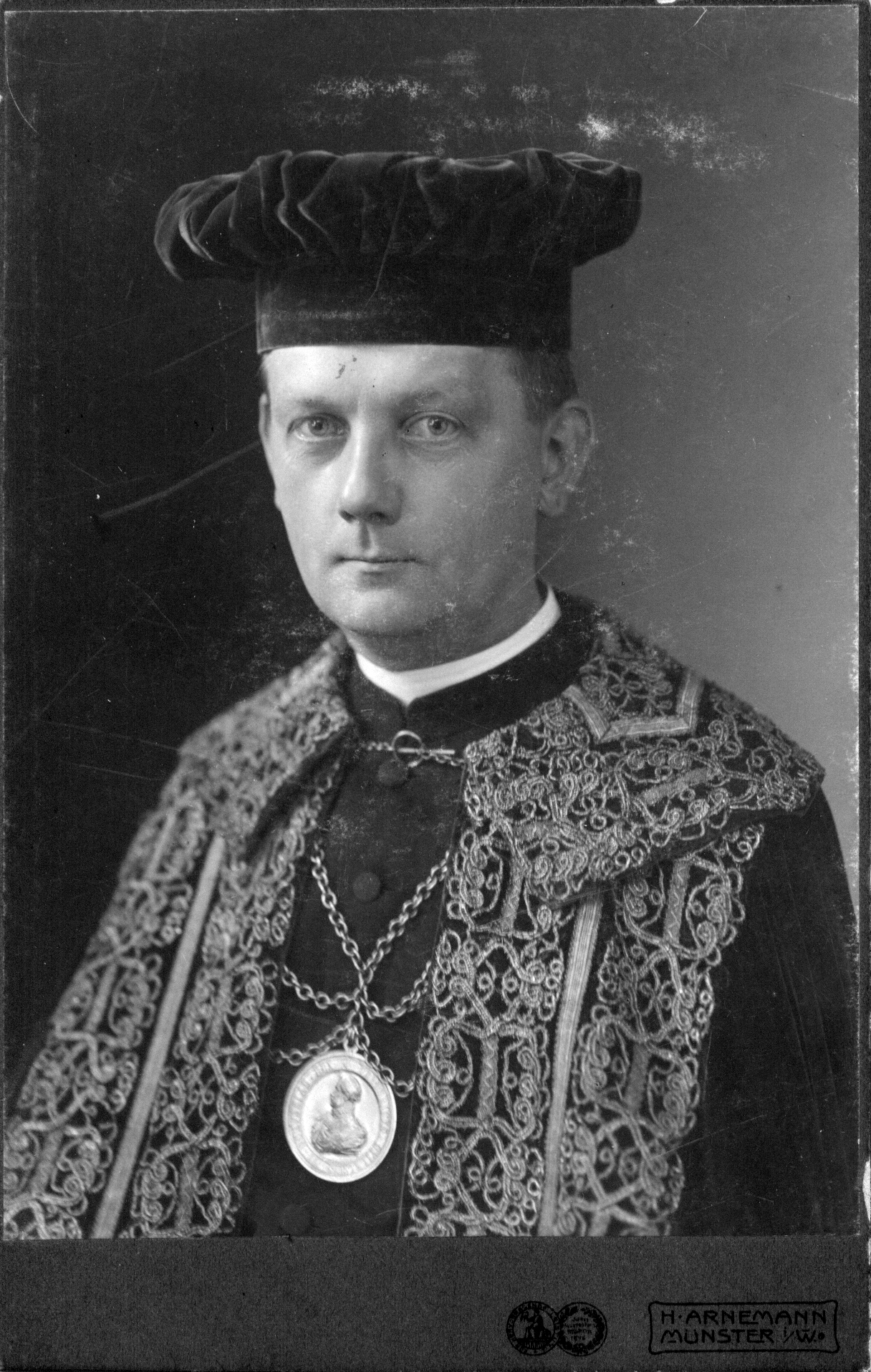
Franz Diekamp

Franz Diekamp (Gelderen, 8 november 1864 – Münster, 10 oktober 1943) was een Duits rooms-katholiek theoloog.

## Biografie
De in de Nederrijn geboren zoon van een boekhouder bracht zijn jeugd door in Münster. Daar volgde hij het Gymnasium Paulinum. In 1882 ging Diekamp theologie studeren aan de Münstersche Königliche Akademie. Aan het Bischöfliches Lyzeum in Eichstätt vervolgde hij zijn studie. Op 17 december 1887 vond in Münster zijn wijding tot priester plaats. Nadat hij kort in dienst was als kapelaan in Kamp, werd hij in het jaar 1889 tot repetitor aan het Theologisches Konvikt benoemd. In 1895 promoveerde hij en drie jaar later habiliteerde hij aan de Münstersche Akademie. In 1902 werd hij buitengewoon hoogleraar; twee jaar daarop gewoon hoogleraar patrologie, Kerk- en dogmageschiedenis. In 1923 werd hij tot Ereprelaat van Zijne Heiligheid benoemd en in het volgende jaar tot domkapittel. Zijn Katholische Dogmatik behoort tot de belangrijkste thomistische dogmatiek van de Duitse taal. In 1902 richtte hij de Theologische Revue op en was tot 1924 redacteur daarvan.

## Publicaties
- Theologische Revue
- Katholische Dogmatik
- Über den Ursprung der Trinitätsbekenntnisse (1910)
- Die Gotteslehre des heiligen Gregor von Nyssa (Münster, 1895)